# Hugh Allen
Sir Hugh Percy Allen (GCVO) (23 de diciembre de 1869 – 20 de febrero de 1946) fue un músico, académico y administrador inglés. Fue una de las mayores influencias en la vida musical de Inglaterra en la primera mitad del siglo xx.

## Primeros años y educación
Hugh Allen nació en Reading, Berkshire siendo el más joven de los siete hijos de John Herbert Allen (1834-1905), quien trabajó para la fábrica de galletas Huntley & Palmer, y su esposa Rebecca (1836-1919), a su vez hija de Samuel Bevan Stevens, socio de la firma Huntley, Bourne & Stevens, quienes fabricaban latas para Huntley & Palmer. Su talento musical fue aparente desde temprana edad, y a los 11 años ya era organista de una iglesia en su parroquia. Estudió en la Escuela Reading, y ganó una beca para estudiar órgano en Christ's College (Cambridge), de donde se graduó con un título de Bachiller de Cambridge en 1895. Fue el organista en la Catedral de San Asaph y después en la Catedral de Ely antes de establecerse como organista de New College (Oxford) en 1901, donde revitalizó la vida musical de la universidad.
En 1907 fue nombrado director del Coro Bach en Londres, y en 1913 apareció en el Festival de Leeds con Artur Nikisch y  Sir Edward Elgar.

## Oxford y el Royal College of Music
En 1918, Sir Walter Parratt renunció al puesto de profesorado de música en Oxford, y Allen fue su sucesor. También cuando Sir Hubert Parry murió posteriormente ese mismo año, Allen fue nombrado director del Royal College of Music en Londres, lo que hizo pensar a las autoridades de Oxford que lo perderían. Allen de hecho profesor el resto de su vida. Mantuvo su habitación en New College, y condujo al Oxford Bach Choir por otros siete años.
Como director del Royal College, como observó el Times más adelante, él "fue movido a una esfera más amplia y comenzó a mostrar cualidades insospechadas de gubernatura." Expandió la población del College de 200 a 600 estudiantes y consolidó la alianza entre el Royal College y la Royal Academy of Music. Además de sus deberes en el College, continuó su trabajo como director musical. Tanto la Royal Choral Society, la Royal Philharmonic Society y la Sociedad Incorporada de Músicos le deben mucho a su ayuda cuando éstas pasaron por tiempos difíciles. Por un tiempo fue "la cabeza reconocida pero no oficial de la profesión musical en este país." Durante una cena en Oxford en honor a Ravel, se describió a Allen como "notre ami qui fait chanter tout le monde."

## Retiro y fallecimiento
Modernizó el currículo en el Royal College y en Oxford, e hizo las regulaciones para que ambos grados fueran más liberales y a la vez exigentes. Se retiró del College en 1937, pero sus años de trabajo rindieron fruto en 1944 cuando Oxford inauguró su Facultad de Música.
Allen recibió varios honores, siendo condecorado como Knight Bachelor en la lista de Honores del Cumpleaños del Rey en 1920 y siendo nombrado Comandante de la Real Orden Victoriana (CVO) en la lista de Honores de Año Nuevo de 1926. Más tarde fue promovido a Comendador (KCVO en la lista de Honores del Cumpleaños del Rey en 1928 y a Gran Cruz  (GCVO) en la lista de Honores del Cumpleaños del Rey en 1935.
Además de recibir su doctorado en Oxford, recibió doctorados honorarios por las universidades de Cambridge (1925), Reading (1938), Sheffield (1926), y Berlín. Fue becario honorario del Christ's College, Cambridge (1926); y en 1937 fue Maestro de la Honorable Compañía de Músicos.
El 17 de febrero de 1946, Allen fue atropellado por un motociclista en Oxford. Murió a causa de sus heridas tres días más tarde en el hospital Radcliffe Infirmary, a la edad de 76 años.

## Vida personal
El 2 de abril de 1902 contrajo matrimonio con Edith Winifred (1877–1966) y juntos tuvieron una hija y un hijo.